# Villarente
Villarente es una localidad española del municipio de Villasabariego, perteneciente a la provincia de León, en la comunidad autónoma de Castilla y León.

## Geografía
| Noroeste: Puente Villarente de Villaturiel | Norte: Residencial El Condado      | Noreste: Villafañe              |
| Oeste: Puente Villarente de Villaturiel    |                                    | Este: Villafañe                 |
| Suroeste Marne                             | Sur: Marne, Villamoros de Mansilla | Sureste: Villamoros de Mansilla |

## Historia
A mediados del siglo XIX, el lugar tenía contabilizada una población de 60 habitantes. Aparece descrito en el decimosexto volumen del Diccionario geográfico-estadístico-histórico de España y sus posesiones de Ultramar de Pascual Madoz de la siguiente manera:

VILLARENTE: l. en la prov., part. jud. y dióc. de Leon (2 leg), aud. terr. y c. g. de Valladolid (21), ayunt. de Villasabariego. sit. en terreno llano á las márg. del r. Onza; su clima es húmedo, y se padecen tercianas y catarros. Tiene 18 casas; escuela de primeras letras por temporada; igl. parr. (San Pelayo) servida por un cura de ingreso y presentar del cabildo de la catedral de Leon y marqués de San Vicente, y buenas aguas potables. Confina con San Felixmo, Villafañe, Villamoros y Villaturiel. El terreno es de buena calidad en la parte de regadio, y de mediana en la de secano. Ademas de los caminos locales cuenta la carretera de Leon: recibe la correspondencia en Mansilla. prod.: granos, legumbres, lino, hortaliza y pastos; cria ganados, caza de codornices, y pesca de truchas, barbos y otros peces. pobl.: 16 vec., 60 alm. contr.: con el ayunt.
(Madoz, 1850, p. 262)

## Demografía
| Gráfica de evolución demográfica de Villarente entre 2000 y 2020   |
|                                                                    |
| Población de derecho (2000-2017) según el padrón municipal del INE |